# 日野警察署
日野警察署（ひのけいさつしょ）は、東京都日野市にある警視庁が管轄する警察署の一つである。第九方面本部所属。
署員数およそ250名、識別章所属表示はVH。

## 管轄区域
- 日野市全域

## 施設
- 代用監獄（留置場）

## 所在地
- 東京都日野市日野590番地

## 沿革
- 1948年3月：日野町警察署として八王子警察署から分離
- 1951年10月：日野地区警察署として新たに七生村・多摩村・稲城村を管轄区域に加える
- 1954年7月：警視庁日野警察署となる。
- 1957年3月：現在の位置に移転
- 1987年10月：現在の庁舎が竣工
- 1988年2月：多摩中央警察署新設に伴い、多摩市・稲城市を分割、日野市のみの管轄となる。

## 組織

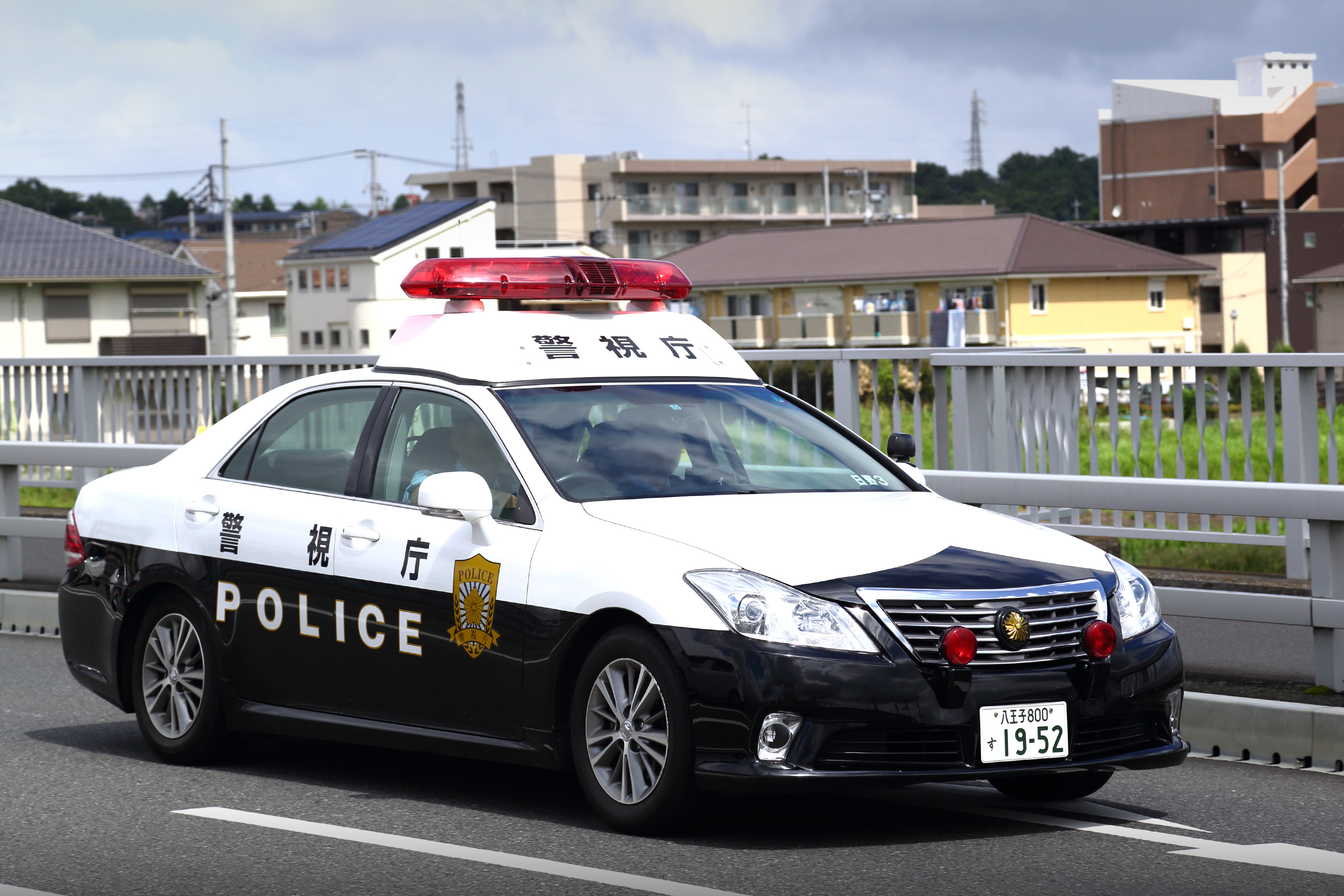
日野署所属のパトカー（トヨタ・クラウン）

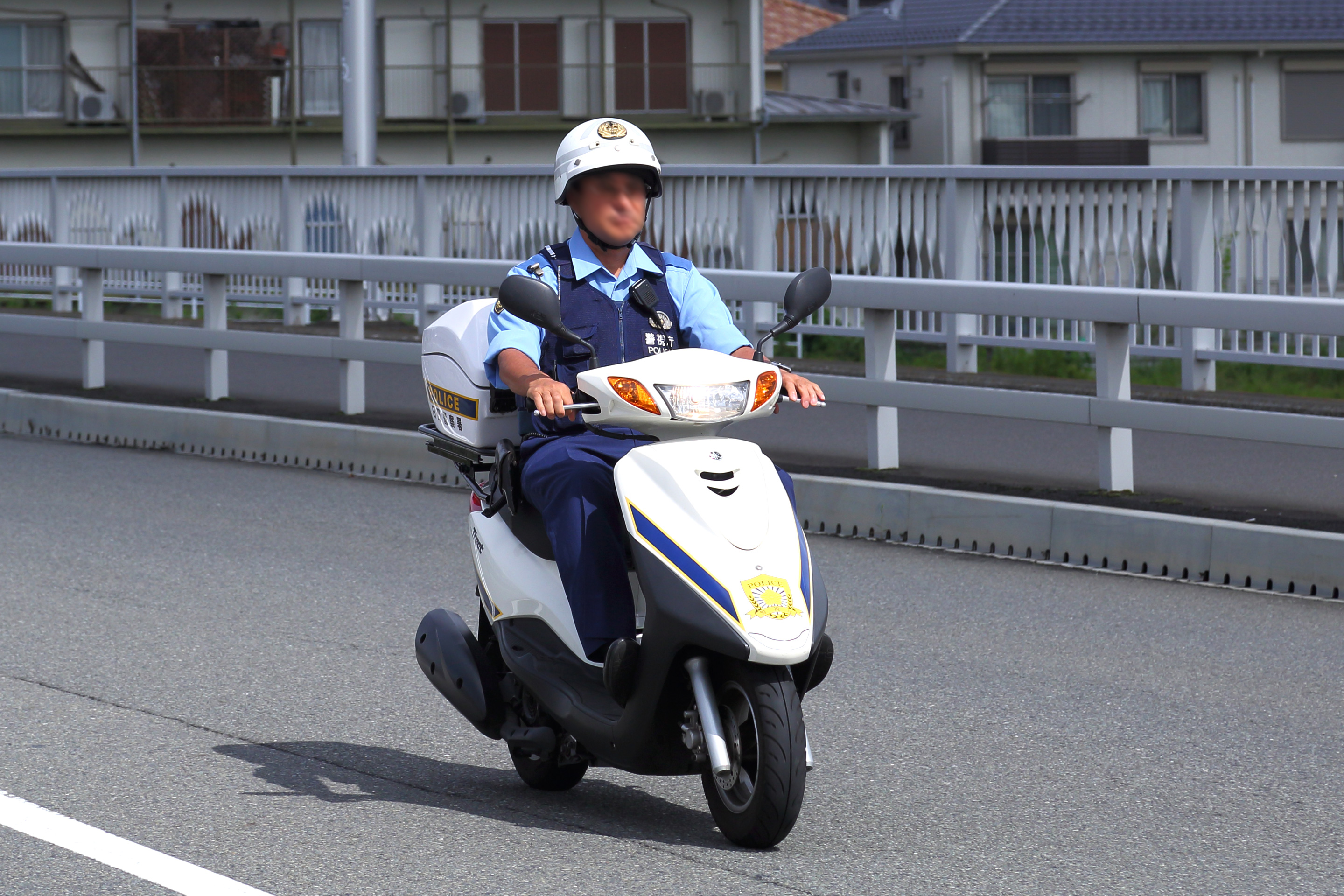
日野署の原付（ヤマハ アクシストリート）

- 警務課
- 交通課
- 警備課
- 地域課
- 刑事組織犯罪対策課
- 生活安全課

## 交番
- 日野駅前交番（日野市大坂上一丁目4番地の34）
- 高幡不動駅南口交番（日野市高幡128番地の5）
- 豊田駅前交番（日野市豊田四丁目41番地）
- 百草園交番（日野市落川987番地）
- 多摩動物公園前交番（日野市程久保七丁目1番地）
- 平山交番（日野市平山五丁目1番地の1）1997年3月に駐在所から転換。
- 百草団地交番（日野市百草999番地の1）
- 多摩平交番（日野市多摩平二丁目5番地の13）

### 過去に存在した交番
- 日野台交番：2007年に日野台地域安全センターに転換。
- 高幡交番：高幡不動駅南口交番への移転に伴い廃止。

## 駐在所
- 日野橋駐在所（日野市大字日野1353番地の4）
- 旭が丘駐在所（日野市旭が丘五丁目8番地の7）
- 宮駐在所（日野市大字上田6番地の4）
- 東光寺駐在所（日野市栄町二丁目13番地の4）
- 大坂上駐在所（日野市大坂上二丁目7番地の3）
- 滝合橋駐在所（日野市東平山一丁目7番地の12）

## 地域安全センター
- 日野台地域安全センター（日野市多摩平五丁目1番地の8）